# HMS H47
El HMS H47 fue un submarino británico de la clase H construido por William Beardmore and Company, Dalmuir. Fue botado el 20 de noviembre de 1917 y entró en servicio el 25 de febrero de 1919. Tenía una dotación de veintidós tripulantes. El HMS H47 se hundió en una colisión contra el submarino británico L12 de la clase L frente a Milford Haven, Gales, el 9 de julio de 1929. Se perdieron 21 tripulantes y sólo sobrevivieron tres.